# Инцидент с бейлербеем
Инциде́нт с бейлербе́ем или Де́ло бейлербе́я (тур. Beylerbeyi Vak‘ası) — восстание янычар в Стамбуле в апреле 1589 года.
Название связано с бейлербеем Румелии, названным янычарами виновником недовольства, голову которого они требовали и получили. Причиной восстания была денежная реформа, сопровождавшаяся самым сильным за историю Османской империи до XIX века обесцениванием акче — на 44 % за три года — и налогом на проведение реформы. Сыграла роль и зависть визирей к фавориту султана Мурада III — бейлербею Румелии Доганджи Мехмеду-паше, который проводил реформу. С подачи визирей в обесценивании денег и налоге янычары обвинили Мехмеда-пашу и его протеже — башдефтердара Махмуда-эфенди. В результате мятежа султан был вынужден казнить обоих мужчин и выдать их головы восставшим. Несмотря на это, обесценивание акче не было остановлено, и за последующие неполные 20 лет цены выросли более чем в 2,5 раза. «Инцидент с бейлербеем» был первым восстанием янычар, в ходе которого они ворвались во второй двор дворца Топкапы, угрожали ворваться в гарем и требовали казней. Этот инцидент стал предвестником их будущих восстаний.

## Предыстория

### Османские монеты
Серебряная османская монета называлась акче и чеканилась со времён Орхана (1324—1362). Самые ранние найденные акче были отчеканены в 1326/27 году (727 г. Х.). Изначально за один золотой дукат давали 32 акче. Золотая османская монета называлась султани, содержала 3,517 грамма чистого золота (пробы 0,997) и была по стоимости равна дукату в течение всего срока хождения этих монет. Султани чеканились со времён Мехмеда II (с момента завоевания Константинополя в 1453 году). Первое резкое уменьшение стоимости акче за счёт массовой чеканки неполноценной монеты произошло в 1445 году в период первого правления Мехмеда II. В тот раз возник бунт янычар, который привёл к смещению Мехмеда II и возвращению Мурада II. С тех пор и до 1589 года мятежей янычар не было. Важной причиной перерыва была стабильность османской валюты — с 1480-х годов до 1580-х годов содержание серебра в акче почти не менялось.

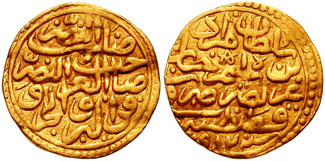
Султани Мурада III

В период с 1491 по 1566 год из 100 дирхамов серебра (дирхам — единица веса, равная 1/400 окки) изготавливалось 420 акче, в каждом акче было 0,731 грамма серебра. Между 1491 и 1516 годами золотому султани равнялись по стоимости 52 таких акче, между 1517 и 1549 годами — 55 акче, а между 1550 и 1566 годами — 60 акче. Тем самым стоимость 1 грамма золота менялась не очень быстро — в 1,07 раза (или же на 7 %) за почти 70 лет: от 10,64 грамма серебра в 1491 году до 11,42 грамма серебра в 1560 году. После смерти Сулеймана в 1566 году Селим II провёл небольшое обесценивание, повысив стоимость грамма золота в 1,07 раза (или на 7 %) единовременно — из 100 дирхамов серебра изготавливали уже 450 акче, а содержание серебра в акче упало до 0,682 грамма.

### Реформы
Между 1584 и 1586 годами правительство Османской империи проводило денежную реформу, в этот раз уже значительно обесценив акче. Историки называют это обесценивание самым сильным в истории Турции до XIX века. Из 100 дирхамов серебра уже нужно было изготавливать 800 акче, содержание серебра в акче упало до 0,384 грамма, то есть было уменьшено почти вдвое (в 1,77 раза или на 43,7 %). Серебряная дореформенная монета в 60 акче весила 40,92 грамма и равнялась по стоимости султани. Вместо неё вводилась монета в 120 акче, которая весила 46,08 грамма. В январе 1588 года был разослан указ об установлении стоимости акче: дукат и султани теперь были равны каждый 120 акче, а куруш — 80. Историки и хронисты по-разному описывали размеры обесценивания. По словам историка Селаники, жившего в то время, изначально из ста дирхамов серебра чеканилось 500 акче, с 1586 года — 800, а в 1589 году бывали случаи и в 2000 монет из ста дирхамов. По словам историка И. Данишменда, до этого времени из ста дирхамов серебра производились 500 монет, а теперь 1000.

## Кризис 1589 года

### Причины кризиса
Внешней причиной обесценивания акче большинство учёных признают приток испанского серебра из Америки в Османскую империю и последовавшее падение стоимости серебра (революция цен). Османское руководство, привыкшее к кризисам, связанным с недостатком денег, было неспособно понять кризис избытка драгоценного металла или же было неспособно справиться с вызванным избытком кризисом. Поэтому они приняли меры, аналогичные тем, которые принимали при недостатке серебра, чем вызвали лишь усугубление проблемы.
Внутренней причиной первого значительного обесценивания османского акче был кризис в середине 1580-х годов, вызванный высокой стоимостью войны на востоке и резким увеличением населения империи. Вопрос, интересовавший специалистов по монетарной истории, состоит в том, являлось ли обесценивание монеты долгосрочной стратегией правительства. Имеющиеся данные свидетельствуют о том, что такой стратегии не существовало, и частота коррекций стоимости акче, при которых государство увеличивало содержание серебра в монете, подтверждает стремление правительства поддерживать покупательную способность денежной единицы. Самой важной причиной борьбы за стабильную валюту была реакция янычар, которым платили этими деньгами, в Стамбуле. В 1585 году, после очередного обесценивания денег они восстали и потребовали держать покупательную способность акче. Султан принял их требование, поскольку янычары представляли силу, с которой нужно было считаться.
За денежную реформу отвечали Доганджи Мехмед-паша и башдефтердар (главный казначей) Махмуд-эфенди. По словам немецкого путешественника начала XVII века Рейнхольда Любенау, в Стамбул вместе с послом Фридрихом Прейнером приехал ювелир, который и посоветовал Мехмеду-паше обесценить акче путём уменьшения содержания серебра. Пастор Герлах, посетивший Стамбул в составе посольства, сообщал, что ренегат Адам Нойзер, служивший султану, также предпринял эксперименты по уменьшению содержания драгоценного металла в османских и христианско-европейских монетах. Хотя у историков есть сомнения, что османское правительство действовало по совету ренегатов, однако между 1585 и 1588 годами было произведено обесценивание акче. Кроме того, Мехмед-паша, как отвечавший за проведение денежной реформы, ввёл новый налог для покрытия расходов на чеканку новых монет, который примерно равнялся заработной плате за два дня и 1 проценту стоимости имущества для собственников недвижимости.
Когда в 1589 году на фоне длительной войны с персами кризис достиг своего апогея, им воспользовались враги фаворита султана Мурада, Доганджи Мехмеда-паши.

### Ход событий
По описанию Мустафы Али, чеканщик монет принёс дефтердару Махмуду серебряные монеты, «лёгкие, как миндальные листья, и пустые, как капли росы». Также он принёс дефтердару взятку в двести пятьдесят тысяч акче, чтобы тот дал согласие на оплату войскам обесцененной монетой. Дефтердар отклонил и взятку, и просьбу. Тогда чеканщик обратился к всесильному Мехмеду-паше, который взятку взял и приказал дефтердару заплатить войскам неполновесными деньгами. 1 апреля янычары и сипахи получили просроченную трёхмесячную зарплату, но некоторые сипахи получали зарплату акче с меньшим содержанием серебра, которые представил Мехмед-паша. После выдачи солдатам оплаты этими деньгами сипахи и янычары увидели, что их зарплата, составлявшая десять султани на бумаге, фактически упала ниже пяти, поскольку выдавалась серебряными акче. Согласно слухам, за день до восстания некий солдат обратился к великому визирю Сиявушу-паше с жалобой, на что великий визирь ответил, что этот вопрос не в его компетенции, а в ведении бейлербея Румелии, Доганджи Мехмеда-паши. В ярости янычары направились к особняку Мехмеда-паши, обвиняя его в обесценивании денег.
Мехмед-паша не вышел к янычарам и не ответил им, и тогда на следующий день, 3 апреля 1589 года, солдаты направились со своим протестом ко дворцу Топкапы, где жил султан и где заседал диван. Во дворце Топкапы четыре разделённых двора. Первый двор, самый большой, называется двором янычар. Во втором дворе находились диван со своей канцелярией. Третий и четвёртый дворы относились к гарему и Эндеруну. Султан и кызляр-ага (главный евнух) Газанфер-ага пытались успокоить янычар, но они толпой прорвались во второй двор дворца к месту заседания дивана и потребовали от Мурада казни тех, кто, по их мнению, был виновен в фальсификации денег — бейлербея Румелии Доганджи Мехмеда-паши и казначея Махмуда-эфенди. Солдаты даже угрожали султану ворваться в гарем, если их требования не будут выполнены. «Выдайте нам голову бейлербея!» — кричали они. — «Или мы найдём нового Падишаха!» Угроза была вполне реальна: в результате очередных янычарских мятежей в 1622 году был убит султан Осман II, а в 1623 году был свергнут Мустафа I. Хотя Й. Хаммер писал, что в 1589 году впервые с момента основания Османского государства янычары ворвались во дворец, но это ошибка. Такое случалось в 1512 году, когда армия помогла Селиму I свергнуть Баязида II, и в 1566 году. Важное отличие этого случая от предыдущих состоит в том, что толпа впервые прорвалась до второго двора дворца, впервые пригрозила ворваться в гарем и впервые потребовала у султана головы виновников, пригрозив сместить самого султана. С. Ф. Орешкова и Н. А. Иванов назвали этот мятеж «первым вооружённым выступлением в столице».
Мурад приказал всем слугам дворца — ичогланам (пажи), бостанджи (садовники), балтаджи (алебардщики), капиджи (охранники) — вооружиться для охраны дворца, но собравшийся диван выступил против этого, кадиаскер Бостанзаде записал возражения визирей. В итоге Мурад приказал, чтобы янычарам выдали голову Мехмеда-паши. По словам Й. Хаммера, «главный камергер» велел фавориту выйти из дивана, забрал у него кинжал и ушёл, после чего палач отрезал Мехмеду голову. Затем был казнён невинный дефтердар. Согласно анонимному современному событиям источнику, султан согласился на казнь любимца «со слезами на глазах».
Восстание вошло в историю как «Инцидент с бейлербеем» или «Дело бейлербея» (тур. Beylerbeyi Vakası).

## Последствия и итоги
Янычары восстали в знак протеста против оплаты службы испорченной серебряной монетой, которая тогда наводнила империю. Большинство современных событиям авторов сходятся во мнении, что восстание было организовано соперничавшими с Мехмедом-пашой визирями, чтобы избавиться от могущественного фаворита султана. Печеви и Мустафа Али утверждали, что казнь Махмуда-эфенди была призвана отвести подозрения, что преследуется только Мехмед-паша.

Султан Мурад узнал, что предоставление почти абсолютной власти фавориту может иметь серьёзные последствия. Чтобы избежать свержения, ему пришлось пожертвовать давним, любимым фаворитом. Несмотря на то, что янычары потребовали голову дефтердара, чтобы скрыть, что целью был любимец султана, Мурад всё равно понял, в чём дело. Султан был расстроен и разгневан, он понимал, что этот мятеж был спровоцирован кем-то из визирей, недолюбливавших Мехмеда-пашу. Султан жалел, что не передал их всех палачу: «Я пренебрёг в моём правительстве необходимой строгостью». В тот же вечер султан снял с должностей муфтия, визирей Дамата Ибрагима-пашу и Джерраха Мехмеда-пашу, казначеев и нишанджы, всех офицеров сипахов и других более мелких чиновников. Вместе с остальными под подозрение попал и великий визирь Канижели Сиявуш-паша, который был смещён с этого поста. Некоторые современные источники утверждают, что султан рассматривал возможность лично управлять делами империи без великого визиря, но это было невозможно, учитывая систему управления, установленную ещё при Сулеймане I. Мураду пришлось искать нового великого визиря за пределами столицы, и он выбрал Коджа Синана-пашу, уже бывшего ранее великим визирем с 1580 по 1582 год, а на тот момент ждавшего в Ускюдаре повторного назначения после увольнения с поста бейлербея Дамаска. Следуя рекомендациям своего нового великого визиря, султан быстро заполнил и другие вакантные должности. Кроме того, султан приказал выплачивать солдатам деньги из своей личной казны полновесной монетой.

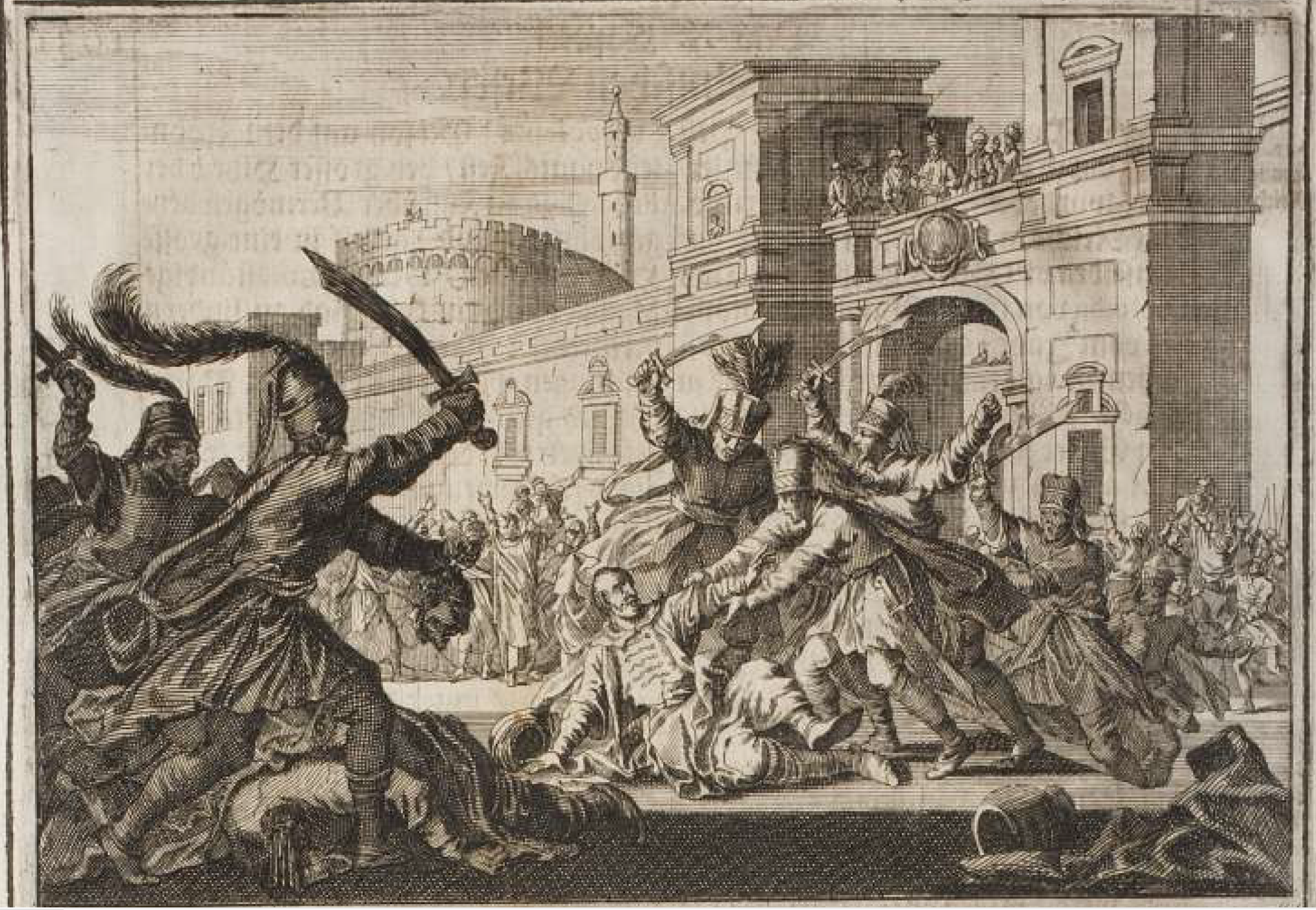
В конце 1631 года янычары восстали в очередной раз. В феврале 1632 года повторился сценарий 1589 года, и юный султан Мурад IV выдал им великого визиря, дефтердара и агу янычар, которые были зарублены на месте. 7 августа 1648 года во время восстания янычар, недовольных новым налогом, султан Ибрагим выдал им великого визиря Ахмета-пашу, который вошёл в итоге в историю с прозвищем «Хезарпаре» («Тысяча кусков»)

Последствия так называемого «дела бейлербея» не ограничивались кадровыми перестановками. Люди Мехмеда-паши стремились свести счёты с теми, кто устроил восстание. В начале апреля 1589 года в дома Нишанджи Мехмеда-паши, начальника конюшни султана, нового нишанджы и других чиновников были брошены огненные шары. Результатом стали разрушительный пожар и широкомасштабные грабежи по всей столице. Преступники были найдены и доставлены к Синану-паше, а затем к самому султану. Султан был в страхе, он писал великому визирю, аге янычар, к капудану-паше и другим офицерам и твёрдо приказал им, что они должны удовлетворить всех солдат оплатой, милостями, должностями, но эти меры были предприняты слишком поздно. В результате пожара была уничтожена половина столицы, сожжено около 20 тысяч домов, магазинов и мастерских, погибли тысячи людей. Согласно другому анонимному сообщению, «ущерб, нанесённый этим огнём, оценивался более чем в сто миллионов золотых монет». Действительно, пожар 1589 года стал одной из самых разрушительных катастроф в истории города. Эти пожары, по словам историка Селаники, рассматривались как божественное возмездие за бунт янычар. Политический беспорядок в столице сопровождался мятежами в провинциях. Этот инцидент стал предвестником будущих восстаний янычар.
«Инцидент с бейлербеем» символизировал экономический спад и сопутствующие ему социальные проблемы Османской империи. Только в 1589—1590 годах правительство смогло выпустить новые монеты для замены монет пониженной стоимости, но, несмотря на это, акче продолжали терять покупательную способность ускоренными темпами, а цены продолжали расти. Анализ записей расходов имаретов показал, что стоимость закупки одного и того же набора продуктов в конце XV века (1489/90 год) составляла 615 194 акче, в конце XVI века (1585/86) — 1 122 635 акче, а в начале XVII века (1604/05) — 2 908 618 акче. Коэффициент инфляции за почти сто лет от 1489/90 года до 1585/86 года составил 1,8248, а менее чем за 20 лет, с 1585/86 года по 1604/05 год, — 2,59. Причинами этого были изменение стоимости ценных металлов, изменения в структуре торговли, огромные расходы османского правительства на различные войны, значительное увеличение населения.
Спустя девять лет историк Али назвал дело бейлербея новой вехой в истории. Восстание янычар и казнь двух мужчин были организованы Даматом Ибрагимом-пашой, который хотел избавиться от соперника. Используя янычар для достижения личных политических целей, Ибрагим-паша создал опасный прецедент — янычары отныне стали часто атаковать диван и султана, выдвигая свои требования.